# Geopinus incrassatus
Geopinus incrassatus är en skalbaggsart som beskrevs av Pierre François Marie Auguste Dejean. Geopinus incrassatus ingår i släktet Geopinus och familjen jordlöpare. Inga underarter finns listade i Catalogue of Life.